# Château du Valle

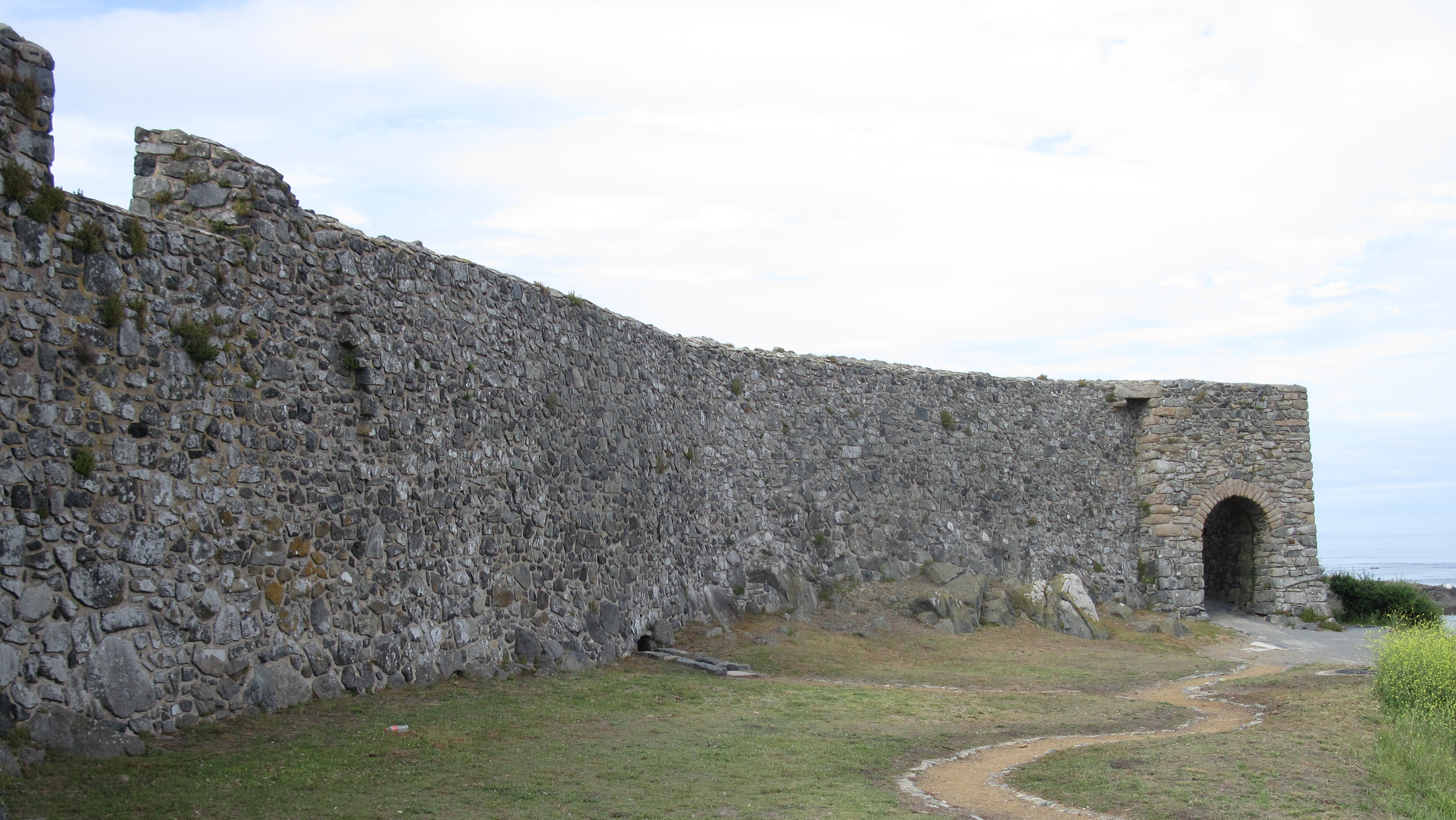
Les remparts et la porte fortifiée du château du Valle.

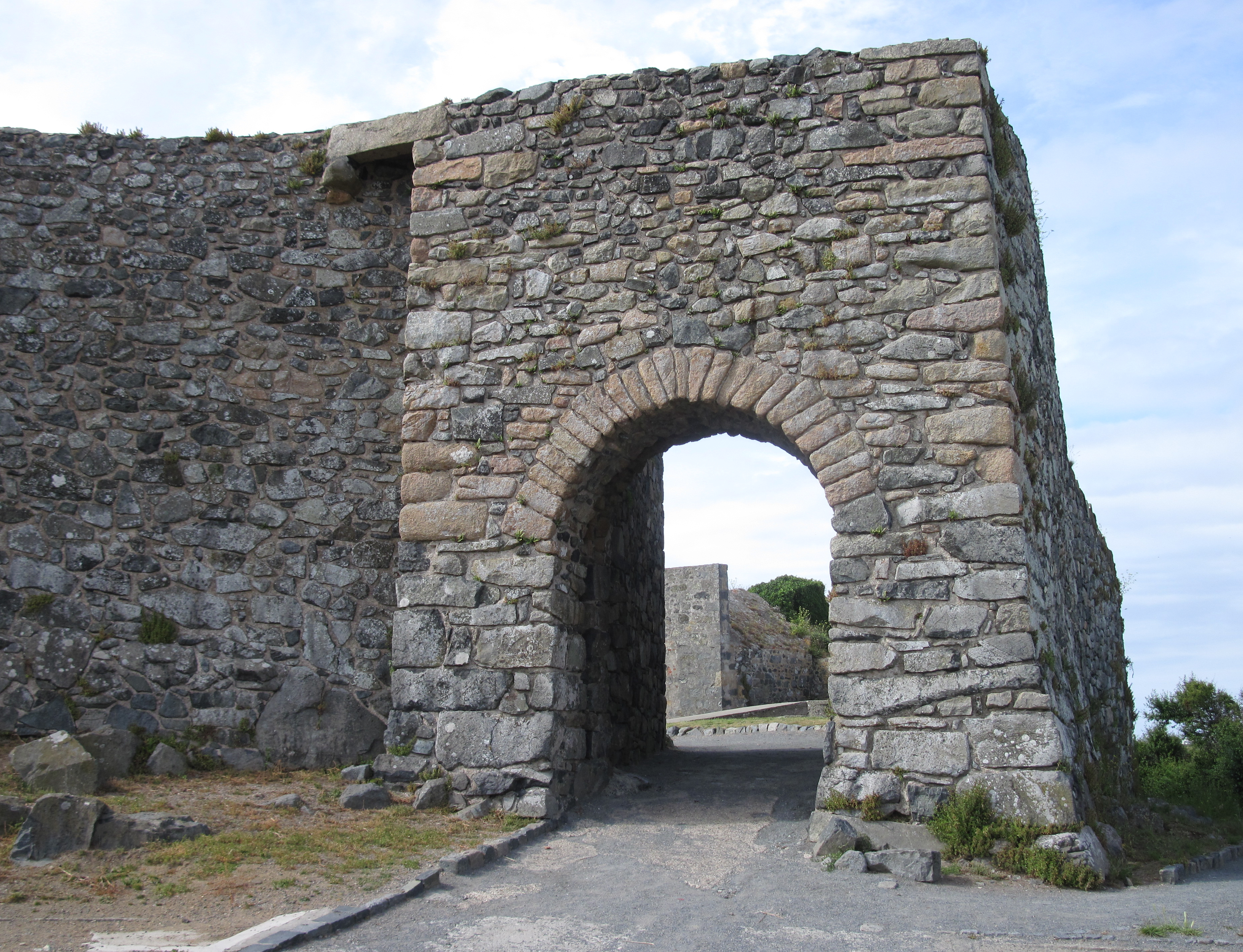
La porte fortifiée du château du Valle.

Le château du Valle, anciennement dénommé "château Saint-Michel",  est une forteresse médiévale qui domine la région nord-est de l'île de Guernesey dans les îles anglo-normandes. 

## Géographie
Le château du Valle est un château-fort situé à l'extrémité orientale du chenal de la Braye du Valle près du port de Bordeaux Harbour. Il était autrefois dénommé "château de Saint-Michel", en raison de la présence des moines de l'abbaye du Mont-Saint-Michel installés sur l'île de Guernesey depuis le Xe siècle. Il prit par la suite le nom de "Valle" en raison de son implantation dans la paroisse de Valle. 

## Histoire
C'est sur l'emplacement d'un site fortifié de l'âge du Fer que fut construit ce château médiéval, maintenant en ruine.
C'est Robert II de Normandie, fils de Guillaume le Conquérant qui concéda des terres aux moines de l'abbaye du Mont-Saint-Michel et envoya des secours militaires commandés par Sampson D'Anneville afin de chasser les Vikings qui attaquaient les îles anglo-normandes. À la suite de ces combats victorieux, les moines reçurent un vaste domaine sur cette île et fondèrent près de leur monastère, un bastion qui devint le "Fief de Saint-Michel", afin de permettre à la population de s'y réfugier lors d'attaques de pirates. Ce premier fortin prit le nom de "château des Marais".
En 1117, il y eut une grande cérémonie pour célébrer la fin des travaux de construction de ce château qui prit le nom de "château Saint-Michel", en présence des moines de l'abbaye du Mont-Saint-Michel. Les murs de granite et la porte ont été ajoutés au XVe siècle, les casernes au XVIIIe siècle. Un hospice pour lépreux fut fondé à côté, au XIIe siècle, pour accueillir les croisés de retour des croisades en Palestine qui avaient contracté la maladie.
Durant la Campagne navale dans la Manche de la Marine française, en 1338, l'île est occupée par les Français, et les défenseurs du château sont tués. Mais après la bataille de l'Écluse, en 1340, les Français se retirent des îles anglo-normandes. 
En 1372, le prince gallois, Owain Lawgoch, attaque avec ses troupes la milice de Guernesey qui défendra l'île au prix de plusieurs centaines de morts. Le prétendant au trône du Pays de Galles rembarquera avec ses guerriers après cette attaque. Après ce raid meurtrier des Gallois, le château du Valle fut profondément réaménagé et renforcé dans ses structures et ses défenses. Les travaux durèrent près d'une trentaine d'années.
En 1642, durant la guerre civile qui ensanglanta l'Angleterre lors de la Première révolution anglaise, le Château Cornet à Guernesey soutint le parti de la Royauté, alors que le château du Valle soutint celui des Parlementaires.
En 1799, lors des guerres napoléoniennes, le château hébergea des centaines de soldats de l'armée impériale russe, en majorité blessés et mourants. Afin de faciliter le déplacement des forces militaires et la défense de l'île de Guernesey de la menace d'invasion par les troupes de Napoléon Ier, le chenal de la Braye du Valle fut en partie comblé en 1806.
Au début du XIXe siècle, le peintre et aquarelliste anglais Joseph Mallord William Turner peindra le château du Valle.
En 1883, Victor Hugo mentionne le château du Valle dans son roman Les Travailleurs de la mer.
Le 26 mars 1938, le château du Valle fut classé monument historique.
Durant la Seconde Guerre mondiale, les forces d'occupation allemandes, renforcèrent le château du Valle par la construction de blockhaus.

## Notes et références

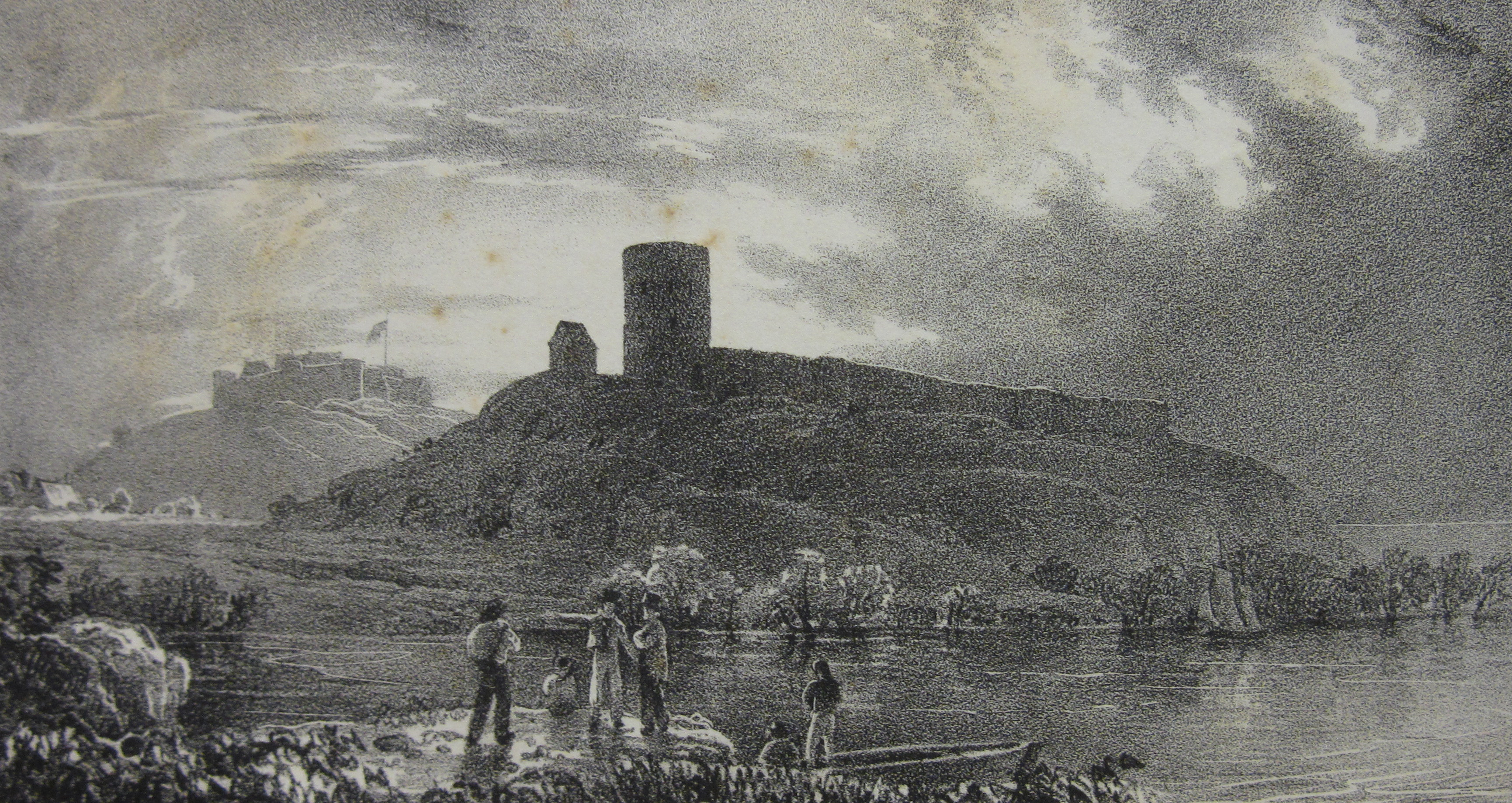
Lithographie du château du Valle en 1826.